# Вернике, Эдм
Эдм Вернике́ (фр. Edme Verniquet; 1727 года, Шатийон-сюр-Сен — 1804 года, Париж) — французский архитектор XVIII века.

## Биография и творчество
Начал работать в Дижоне; возводил загородные дома и церкви в разных местах Бургони. В 1774 году поселился в Париже; купил за 100 тыс. франков должность комиссара (главного смотрителя) парижских дорог.
Получил должность архитектора Парижского сада растений и 14 лет трудился над его украшением, помогая начинаниям Бюффона. Был принят в члены вольного Парижского общества наук, искусств и словесности; был также членом Атенея и корреспондентом Дижонской академии наук и художеств.
В течение 30 лет занимался составлением самого подробного плана Парижа и его предместий; ему помогали до 60 человек, для большего удобства они замеряли улицы по ночам, при свете факелов. Составленный парижский атлас Вернике имел 72 листа.
Имя Вернике носит одна из улиц в XVII округе Парижа.